# 1ª Divisão 1989-1990 (hockey su pista)
La 1ª Divisão 1989-1990 è stata la 50ª edizione del torneo di primo livello del campionato portoghese di hockey su pista; disputato tra l'11 novembre 1989 e il 26 maggio 1990 si è concluso con la vittoria del Porto, al suo settimo titolo.

## Stagione

### Formula
La 1ª Divisão 1989-1990 vide ai nastri di partenza quattordici club; la manifestazione fu organizzata con un girone all'italiana, con gare di andata e ritorno per un totale di 30 giornate: erano assegnati tre punti per l'incontro vinto e due punti a testa per l'incontro pareggiato, mentre ne era attribuito uno solo per la sconfitta. Al termine del campionato la squadra prima classificata venne proclamata campione del Portogallo. Le squadre classificate dal dodicesimo al quattordicesimo posto retrocedettero direttamente in 2ª Divisão, il secondo livello del campionato.

## Classifica finale
|       | Pos. | Squadra        | Pt | G  | V  | N | P  | GF  | GS  | DR   |
| ----- | ---- | -------------- | -- | -- | -- | - | -- | --- | --- | ---- |
|       | 1.   | Porto          | 74 | 26 | 24 | 0 | 2  | 211 | 63  | +148 |
| [ 1 ] | 2.   | Barcelos       | 72 | 26 | 22 | 2 | 2  | 159 | 71  | +88  |
|       | 3.   | Benfica        | 71 | 26 | 22 | 1 | 3  | 170 | 68  | +102 |
|       | 4.   | Sporting CP    | 59 | 26 | 15 | 3 | 8  | 140 | 121 | +19  |
|       | 5.   | Sanjoanense    | 59 | 26 | 16 | 1 | 9  | 137 | 119 | +18  |
|       | 6.   | Oliveirense    | 57 | 26 | 13 | 5 | 8  | 121 | 84  | +37  |
|       | 7.   | Paço de Arcos  | 51 | 26 | 11 | 3 | 12 | 99  | 117 | -18  |
|       | 8.   | Turquel        | 49 | 26 | 11 | 1 | 14 | 103 | 110 | -7   |
|       | 9.   | Valongo        | 44 | 26 | 7  | 4 | 15 | 74  | 116 | -42  |
|       | 10.  | Académica      | 43 | 26 | 7  | 3 | 16 | 94  | 128 | -34  |
|       | 11.  | Quimigal       | 43 | 26 | 8  | 1 | 17 | 93  | 161 | -68  |
|       | 12.  | Grundig        | 40 | 26 | 6  | 2 | 18 | 82  | 146 | -64  |
|       | 13.  | Sporting Tomar | 35 | 26 | 4  | 1 | 21 | 72  | 180 | -108 |
|       | 14.  | Parede         | 31 | 26 | 2  | 1 | 23 | 87  | 158 | -71  |

Legenda:
  Vincitore della Coppa del Portogallo 1989-1990.
      Campione del Portogallo e qualificato alla Coppa dei Campioni 1990-1991.
      Eventuali altre squadre qualificate alla Coppa dei Campioni 1990-1991.
      Qualificato in Coppa delle Coppe 1990-1991.
      Qualificato in Coppa CERS 1990-1991.
      Retrocesse in 2ª Divisão 1990-1991.
Note:
Tre punti a vittoria, due a pareggio, uno a sconfitta.